# Futtenkanalen

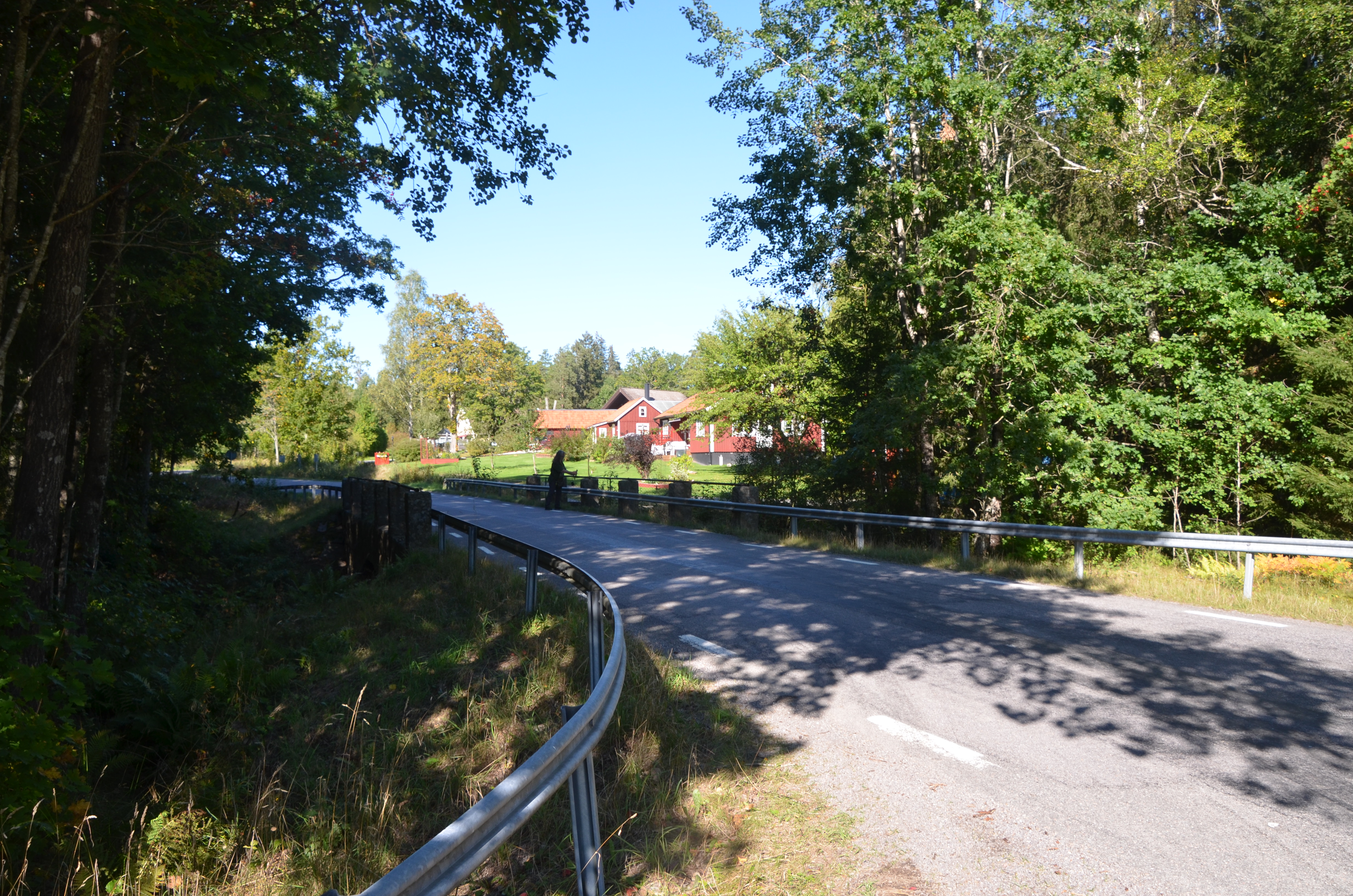
Byn Futten med landsvägsbron över Futtenkanalen i förgrunden

Futtenkanalen, eller Holmens kanal, är en 2,6 kilometer grävd kanal mellan Stora Hästefjorden och Östra Hästefjorden i Vänersborgs kommun i Dalsland.
Futtenkanalen grävdes som en del i sänkningsprojektet av Hästefjorden 1864–1868. Den är inte avsedd för fartygsnavigation utan för att förbättra avrinningen av Stora Hästefjorden, som sänktes tre meter.
I samband med sjösänkningen grävdes en kanal så att Hakerudsälven kom att mynna i den nya sjön Östra Hästefjorden.